# Liste der Nummer-eins-Hits in Belgien (1981)
Diese Liste enthält alle Nummer-eins-Hits in Belgien im Jahr 1981. Es gab in diesem Jahr 19 Nummer-eins-Singles.
| Singles |
| --- |
| - Roland Kaiser – Santa Maria - 7 Wochen (27. Dezember 1980 – 13. Februar 1981) - Stars on 45 – Stars on 45 - 2 Wochen (14. Februar – 27. Februar, insgesamt 5 Wochen) - Doris D & the Pins – Shine Up - 1 Woche (28. Februar – 6. März) - Stars on 45 – Stars on 45 - 3 Wochen (7. März – 27. März, insgesamt 5 Wochen) - Joe Dolce – Shaddap You Face - 4 Wochen (28. März – 24. April) - Ultravox – Vienna - 1 Woche (25. April – 1. Mai) - Bucks Fizz – Making Your Mind Up - 5 Wochen (2. Mai – 5. Juni) - Champaign – How ’Bout Us - 1 Woche (6. Juni – 12. Juni) - Grace Jones – I’ve Seen That Face Before - 5 Wochen (13. Juni – 17. Juli) - Keith Marshall – Only Crying - 3 Wochen (18. Juli – 7. August) - Lobo – Caribbean Disco Show - 3 Wochen (8. August – 28. August) - Michael Jackson – One Day in Your Life - 1 Woche (29. August – 4. September, insgesamt 3 Wochen) - Tom Tom Club – Wordy Rappinghood - 1 Woche (5. September – 11. September) - Lime – Your Love - 1 Woche (12. September – 18. September) - Michael Jackson – One Day in Your Life - 2 Wochen (19. September – 2. Oktober, insgesamt 3 Wochen) - Aneka – Japanese Boy - 2 Wochen (3. Oktober – 16. Oktober) - Anita Meyer – Why Tell Me Why - 4 Wochen (17. Oktober – 13. November) - Soft Cell – Tainted Love - 2 Wochen (14. November – 27. November) - Olivia Newton-John – Physical - 3 Wochen (28. November – 18. Dezember) - Alvin Stardust – Pretend - 1 Woche (19. Dezember – 25. Dezember) - Diana Ross – Why Do Fools Fall in Love - 1 Woche (26. Dezember 1981 – 1. Januar 1982) |

Siehe auch: Nummer-eins-Hits 1981 in  Australien, Deutschland, Finnland, Frankreich, Irland, Italien, Japan, Kanada, Neuseeland, den Niederlanden, Norwegen, Österreich, Schweden, der Schweiz, Spanien, den Vereinigten Staaten und im Vereinigten Königreich.